# Unciaal

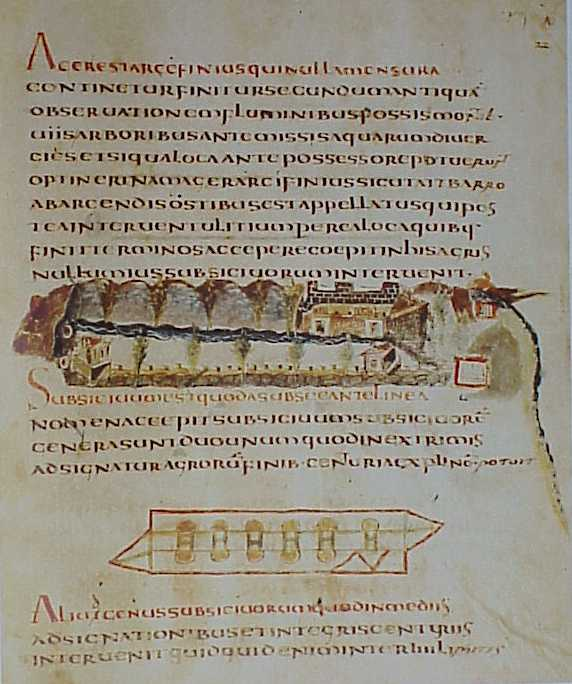
Tekst uit een handschrift uit de 5e à 6e eeuw, in unciaal (Wolfenbüttel, Herzog August Bibliothek, Cod. Guelff. 36.23 Augusteus 2)

Unciaal is een Romeins schrift uit de antieke tijd. Het is een majuscuul schrift en bestaat dus uitsluitend uit hoofdletters. In tegenstelling tot de capitalis quadrata of de capitalis rustica zijn de schachten gebogen en de hoeken afgerond. Dit type schrift is waarschijnlijk ontstaan uit het minuskelcursief.

## Geschiedenis
De gebruikelijke taal in de jonge kerk was het Grieks, Bijbels en psalmboeken werden dan ook in het Grieks geschreven, maar in de christelijke gemeenschappen in Noord-Afrika werd daarvoor het Latijn gebruikt. De schrijvers daar ontwikkelden een schrift dat voornaam genoeg was voor het gebruik in de kerkelijke boeken, maar afgeronde vormen had, zodat het makkelijk te schrijven was. Dit schrift heeft misschien mee aan de basis gelegen voor het unciaal schrift.
De Romeinse unciaal lijkt erg op de Griekse unciaal die al gebruikt werd in de derde eeuw v.Chr. De Griekse unciaal werd gebruikt voor kerkelijke boeken, het is dus vrij waarschijnlijk dat vroege christenen in Rome, de Griekse unciaal aanpasten om in het Latijn te kunnen gebruiken.
Het unciaal schrift ontstaat waarschijnlijk in de tweede eeuw, en wordt het gebruikelijke boekschrift van de 4e eeuw tot de achtste eeuw. In Bijbels wordt het gebruikt tot in de 10e eeuw.
Een factor die waarschijnlijk heeft meegespeeld in het succes van het unciaal schrift, is dat het ontstond in de periode dat de overgang werd gemaakt van papyrus naar perkament en van boekrol naar codex.
De term Unciaal wordt voor het eerst gebruikt door Jean Mabillon, benedictijns monnik en grondlegger van de paleografie uit het einde van de 17e eeuw. Op de naam na is er geen relatie tussen de unciaal en de half-unciaal.
Er zijn meer dan 500 codices in unciaal schrift overgeleverd.

## Omschrijving
De meeste letters in dit schrift hebben nog dezelfde vorm als de klassieke hoofdletters, maar sommige andere letters zoals de p, de q en de h, krijgen een verlenging van de schacht. Het unciaal schrift wordt weliswaar nog geschreven tussen twee (denkbeeldige) lijnen, maar het lichaam van de letters is niet langer even groot. Het unciaal schrift kan gezien worden als een overgangsvorm van een majuscuulschrift naar een minuskelschrift.
In de oudste vormen van de unciaal worden de woorden nog aan elkaar geschreven, in de latere versies wordt woordscheiding de regel. Vanaf de vijfde eeuw beginnen er al wijzigingen te komen aan het basis schrift, het wordt breder en men gaat het meer versieren, het schrift verliest zijn spontaneïteit.

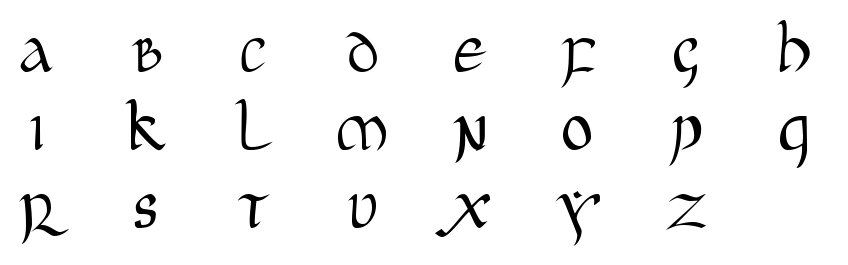
Het alfabet in unciaal schrift

## Alfabet
De letters A, D, E, G, H, M, Q, T, U worden het sterkst gewijzigd, de meeste zijn afgeronde vormen van de standaard kapitalen maar anders, zoals de D, H en Q zijn eigenlijk nieuwe letters, ook de A en de E zijn sterk gewijzigd.
Het schrift kent geen ligaturen en zeer weinig abbreviaturen behalve die voor de nomina sacra (DS voor deus, en DMS of DNS voor dominus enz.) en de notae communes (B• voor -BUS en Q• voor QUE), maar ook het suspensie streepje boven een eindklinker wordt gebruikt om de weggelaten M aan te duiden (een A met een streep erboven wordt dus AM). Ook de apostrof wordt ingevoerd voor P’=POST, N’=NEC, R’=RUM en T’=TUR.

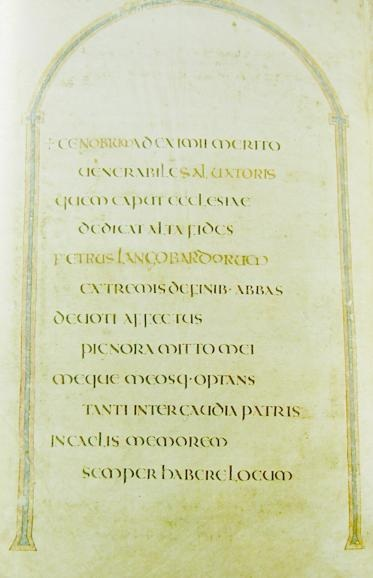
Neo-unciaal, Codex Amiatinus, ca. 716 Wearmouth en Jarrow.

## Neo-unciaal
In de zevende eeuw werd de unciaal in Engeland vrij algemeen gebruikt. De unciaal die bijvoorbeeld de monniken van de abdij van Wearmouth en Jarrow gebruikten in onder meer de Codex Amiatinus was niet meer de traditionele Romeins unciaal, maar een aangepaste versie met dunne horizontale strepen en vlaggen en dikke verticale schachten, stokken en staarten. Ze voegden ook schreven toe die lijken op die van de capitalis quadrata. Dit schrift is bekend als neo-unciaal.